# Karangkedawang
Karangkedawang is een bestuurslaag in het regentschap Mojokerto van de provincie Oost-Java, Indonesië. Karangkedawang telt 3243 inwoners (volkstelling 2010).